# Santa María Cortijo
Santa María Cortijo är en kommun i Mexiko.   Den ligger i delstaten Oaxaca, i den sydöstra delen av landet, 300 km söder om huvudstaden Mexico City. Antalet invånare är 983. Arean är 88 kvadratkilometer.
Terrängen i Santa María Cortijo är huvudsakligen platt.